# Lockheed Constellation
Lockheed Constellation (z vzdevkom "Connie") je štirimotorno propelersko letalo z batnimi motorji. Zasnovalo in izdelovalo ga je podjetje Lockheed med letoma 1943 in 1958 v tovarni v Kaliforniji, skupno so izdelali 856 letal. Letalo ima prepoznaven trojni rep in velja za eno izmed najlepših letal kdajkoli izdelanih. Poganjajo ga štirje zvezdasti batni motorji Wright R-3350. Uporabljale so ga večinoma letaske družbe, pa tudi ameriška vojska (na primer v operaciji berlinski zračni most) in tudi ameriški predsednik Dwight D. Eisenhower kot Air Force One.
Lockheed je delal že od leta 1937 na L-044 Excalibur, štirimotornem letalu s tlačno kabino. Leta 1939 pa je milijarder Howard Hughes za svojo letalsko družbo Trans World Airlines (TWA) naročil 40-sedežno letalo z medcelinskim dosegom (5.600 km), kar je precej presegalo zmogljivosti Excaliburja.
Za Constellation so uporabili trojni rep, tako je letalo lahko uporabljajo že obstoječe hangarje. Imelo je sistem proti zaledenitvi kril in sprednjega roba repnih površin in propelerjev ter hidravlično vodene krmilne površine. Največja hitrost je bila okrog 600 km/h.

## Tehnične specifikacije
L-1049G Super Constellation
- Posadka: 5
- Kapaciteta potnikov: tipično 62–95 potnikov (109 največ)
- Dolžina: 116 ft 2 in (35,42 m)
- Razpon kril: 126 ft 2 in (38,47 m)
- Višina: 24 ft 9 in (7,54 m)
- Površina kril: 1 654 sq ft (153,7 m²)
- Prazna teža: 79 700 lb (36.150 kg)
- Uporabni tovor: 65 300 lb (29.620 kg)
- Maks. vzletna teža: 137 500 lb (62.370 kg)
- Motorji: 4 × Wright R-3350-DA3 turbo 18-valjni zvedasti motor s turbopolnilnikom, 3.250 hp (2.424 kW) vsak
- Maks. hitrost: 377 mph (327 kn, 607 km/h)
- Potovalna hitrost: 340 mph (295 kn, 547 km/h) na 22,600 ft (6.890 m)
- Hitrost izgube vzgona: 100 mph (87 kn, 160 km/h)
- Dolet: 5 400 mi (4 700 nmi, 8.700 km)
- Največja višina leta: 24 000 ft (7.620 m)
- Hitrost vzpenjanja: 1 620 ft/min (8,23 m/s)
- Obremenitev kril: 87.7 lb/sq ft (428 kg/m²)
- Razmerje moč/masa: 0.094 hp/lb (155 W/kg)